# Andronovocultuur
De Andronovocultuur is een verzamelnaam voor een aantal culturen uit de Bronstijd in Zuid-Siberië en Centraal-Azië tussen ongeveer 2300 v.Chr. en 1000 v.Chr.. Het zou misschien beter kunnen worden aangeduid als archeologisch complex of archeologische horizon. De naam is afgeleid van het dorp Andronovo (55° 53′ NB, 55° 42′ OL ), waar in 1914 een aantal graven werd ontdekt met skeletten in gebogen houdingen, begraven met rijk versierd aardewerk.

## Subculturen
Er zijn meerdere subculturen onderscheiden, gedurende welke de cultuur zich uitbreidde naar het zuiden en oosten:
- Sintasjtacultuur - Het oorspronkelijke kerngebied in de Zuidelijke Oeral en Noord-Kazachstan (2200-1600 v.Chr.)
  - het versterkte Sintasjta uit ongeveer 1800 v.Chr. in oblast Tsjeljabinsk;
  - de nabijgelegen nederzetting Arkaim (17e eeuw v.Chr.)
- Petrovkacultuur, volgde op de Sintasjtacultuur
- Alakoelcultuur (1700-1400 v.Chr.)
- Fjodorovkacultuur (1400-1200 v.Chr.) in zuidelijk Siberië
- Aleksejevkacultuur (1200-1000 v.Chr.) in oostelijk Kazachstan

## Geografisch verspreidingsgebied
Het verspreidingsgebied van deze cultuur is enorm en moeilijk precies af te bakenen. Aan de westelijke randen overlapt het met de ongeveer gelijktijdige, maar afwijkende sroebnacultuur in de hooglanden tussen de Wolga en de Oeral). In het oosten reikte het tot in de Minoesinskdepressie en overlapte het met het gebied van de eerdere Afanasjevocultuur. Verdere vondsten zijn verspreid tot bij de Kopet-Dag in Turkmenistan, de Pamir in Tadzjikistan en de Tiensjan in Kirgizië. De noordelijke grens komt globaal overeen met het begin van de taiga. In het stroomgebied van de Wolga was het contact met de sroebnacultuur het best ontwikkeld en het langdurigst; aardewerk uit de subcultuur Fedorovo is zelfs bij het veel westelijker gelegen Wolgograd gevonden.
In 2011 werden in de Autonome Kazachse Prefectuur Ili in het westen van de Chinese provincie Xinjiang Andronovo-grafcomplexen gevonden.

## Karakteristieken
Tegen het midden van het 2e millennium v.Chr. verspreidden de Andronovoculturen zich sterk in oostelijke richting. Men dolf koper in de Altaj en leefde in dorpen met soms wel 10 verzonken blokhuthuizen die afmetingen hadden tot 30 bij 60 meter. Graven werden gemaakt in steenkisten of stenen afzettingen met begraven houten kamers. Het belangrijkste middel van bestaan was het hoeden van vee, paarden en runderen, schapen en geiten. Ook is gebleken dat er wat landbouw bedreven werd.
Er is een sterk verband gesuggereerd tussen de Andronovocultuur en de vroege Indo-Iraanse talen. In het bijzonder de uitvinding van de strijdwagen met spaken rond 2000 v.Chr. wordt aan de Andronovocultuur toegeschreven
Sintasjta is een vindplaats aan de bovenloop van de river de Oeral. De plaats is beroemd door de grafoffers, met name strijdwagengraven. Deze begrafenissen vonden plaats in koergans en omvatten complete dieren of gedeelten van dieren (paard en hond) geplaatst in de grafheuvel. Sintasjta wordt vaak als de voornaamste proto-Indo-Iraanse vindplaats beschouwd. Er zijn vergelijkbare vindplaatsen in de Wolga-Oeral-steppe.

## Opvolging
De Sintasjta en Petrovkaculturen werden opgevolgd door de Fjodorovkacultuur (1400-1200 v.Chr.) en Aleksejevkacultuur (1200-1000 v.Chr.), die nog tot de Andronovocultuur gerekend worden.
In haar kerngebied werd de Andronovocultuur opgevolgd door de Begazy-Dandybajcultuur (1400-800 v.Chr.).
In zuidelijk Siberië gaat de Andronovocultuur over in de Karasoekcultuur (1500-800 v.Chr.).
Aan de westelijke grens volgde op de Andronovocultuur de Sroebnacultuur, die gedeeltelijk voortkwam uit de Abasjevocultuur.